# 收藏 (我为喜剧狂)
《收藏》（The Collection）是美国情景喜剧《我为喜剧狂》第2季的第3集，也是整个剧集的第24集，由马特·哈伯德编剧，导演则是制片人唐·斯卡迪诺，2007年10月18日通过全国广播公司在美国首播。客串出演本集的演员包括史蒂夫·布西密、雪莉·谢波德、凯文·布朗、格里兹·查普曼，此外还有杰基·梅森以自己的真实身份出镜。
在这集节目中，通用电气副总裁杰克·唐纳吉（Jack Donaghy，亚历克·鲍德温饰）聘请了一位私家侦探莱尼·沃斯尼阿克对自己的过去进行调查；全国广播公司电视节目《与崔西·乔丹》首席编剧丽兹·莱蒙（Liz Lemon，蒂娜·菲饰）被节目头号明星崔西·乔丹（Tracy Jordan，崔西·摩根饰）已经分居的妻子安吉要求对崔西进行监视；电视台杂工跟班肯尼斯·帕塞尔（Kenneth Parcell，杰克·麦克布瑞尔饰）需要“帮助”女演员简娜·玛隆妮（Jenna Maroney，简·科拉克斯基饰）增肥，方法是侮辱她。
这集节目中包括有指向另一部电视剧《日落大道60号演播室》的元素，后者与《我为喜剧狂》有着类似的背景，这已经不是《我为喜剧狂》第一次涉及这一元素了。《收藏》获得了电视评论员较好的评价，但也有评论员感觉节目有些滥用客串演员，不过客串出演本集的史蒂夫·布西密还是因本片中的演出赢得了一项黄金时段艾美奖提名。

## 剧情
全国广播公司喜剧小品《与崔西·乔丹》的头号明星崔西·乔丹与妻子安吉分居后试图合好，但安吉有一个条件，即崔西必须时刻处在她的监视之下，来确保他没有外遇。丽兹意外发现崔西呆在他的更衣室里，安吉承认自己一个人看不住丈夫，于是请丽兹帮忙。安吉离开电视台去处理一些私人事务，相信丽兹会做好自己的眼线。可丽兹自己就忙得团团转，完全忘了这回事，崔西也趁机溜到了一家脱衣舞俱乐部。安吉回来后，丽兹只好撒谎来掩饰崔西的行踪以及自己的“罪行”，可精明的安吉立刻就发现崔西有去过脱衣舞俱乐部，并将此怪罪在丽兹头上。安吉下令所有和节目有关的构思必须先经自己审核，并推翻了丽兹提出的所有想法。丽兹于是送给安吉一个“顾问”的职位，希望能消消她的火气，但对方也拒绝了。忍无可忍的丽兹决定来打一架好了，不过崔西及时介入，责备了两女幼稚的行为，安吉也因此和他合好。
杰克·唐纳吉请来一位名叫莱尼·沃斯尼阿克的私家侦探对自己的过去进行调查，看有没有什么污点会影响自己继承通用电气CEO一职，从而在高层发现以前心中有数。莱尼发现杰克收藏有一套饼干罐，于是劝他“处理掉”，但杰克实在舍不得，于是之后发现杂工跟班肯尼斯·帕塞尔也喜欢收藏类似的玩意儿时，他把自己的收藏送给了对方。
变胖的简娜有了更大的名气，收到了不少粉丝的来信。杰克也对她的体重表示祝贺，简娜对此深感陶醉。之后和丽兹交谈时，简娜开始担心自己的体重会下降。对此也深感忧虑的杰克派肯尼斯跟着她，确保她保持现在的体重。丽兹给了肯尼斯一个点子，即用粗话侮辱简娜，这样可以让她不停地吃东西，丽兹甚至写了一张列表，列出会伤害到简娜的话。没想到，简娜听到这些话后反倒被挑逗得兴奋起来，于是开始勾引肯尼斯。

## 制作
《我为喜剧狂》和《日落大道60号演播室》都是2006至2007年全国广播公司的新剧，讲述的都是一个喜剧节目的幕后故事。这两个节目在题材上产生了重叠，并因此也伴随着冲突。《日落大道60号演播室》的主创人艾倫·索金曾向洛恩·迈克尔斯请求到《周六夜现场》剧组观察一个星期，但迈克尔斯没有同意。尽管有这不愉快的过去，但在全国广播公司宣布这两个节目都将得以播出时，索金还是给菲送了鲜花，并祝她和《我为喜剧狂》好运。最后《我为喜剧狂》第一季的表现虽然乏善可陈，收视率也低于《日落大道60号演播室》，但却成功获得了第2季的续订，后者则遭到取消，因为其制作成本更高。《我为喜剧狂》第1季的第4集《作家杰克》中包括有许多“边走边谈”的拍摄风格，这正是《日落大道60号演播室》及索金之前的许多作品经常采用的形式。而到了《收藏》里再次提及了边走边谈，丽兹在节目中问肯尼斯：“你能边走边谈吗？”后者回答：“素来如此，可现在你让我老想着这事儿了。”

## 反响
《收藏》在美国首播时一共吸引了约620万户家庭观看，在18-49岁年龄段人群中收获了2.6 / 7的收视率。这意味着美国当时所有该年龄段人群里有2.6%观看了这集节目，而当时有看电视的所以这一年龄段观众群中则有7%选择《收藏》。与上集《杰克入局》660万户家庭观看的成绩相比有所下降。在18-49岁的成年人中，有96%收看了前面播出的《愚人善事》后没有转台继续观看本集节目，并且18-34岁年龄段观众群还有14%的增长，而18-34岁的男性观众群更有22%的增长。
美国在线电视小队的鲍勃·萨松尼（Bob Sassone）表示对第2季中鲜少有编剧人物出镜感到“失望”。他“喜欢这个有关全国广播公司的节目真的就在全国广播公司拍摄”，但对剧中滥用客串演员的做法感到担忧IGN网站的罗伯特·坎宁（Robert Canning）首度称赞简娜的故事线索是“当晚最具娱乐性的”。他感觉这集节目的前半部分“结构严密而且非常幽默”，但后半部分就“有所减弱”，“远远没有前半部分好笑”。坎宁对这集中杰克的故事线索“最为失望”，并希望将来在客串演员的使用上可以更合理，而不仅仅是挂一个名字。网站的乔治·弗雷塔格（George Freitag）称崔西虽然“不像之前两集的表现那么出色”，但“还是很不错，他过去《周六夜现场》短剧的这个情节也恰到好处”。不过他也感觉节目中不再那么关注丽兹的私生活后让剧集看上去有些“缺乏焦点”，希望将来在节目中可以对私人问题加以进一步拓展，认为对这个平易近人角色的刻划应该排在首位。《电视指南》的马特·韦伯·米托维奇（Matt Webb Mitovich）感觉本集节目“有些平淡”，本季中还缺少了《与崔西·乔丹》其他剧组成员的出场。他也不喜欢杰克的故事线索，但表示简娜“被肯尼斯的无理举动挑逗得兴奋起来（的情节）最终赢得了我一个朝上的大拇指”。
史蒂夫·布西密因在本集节目的中表演获得了黄金时段艾美奖杰出喜剧剧集客串男演员奖提名。